# Samuel Hogarth
Samuel Hogarth (* in London) ist ein englischer Dirigent, Komponist und Pianist.

## Biografie
Hogarth absolvierte sein Studium und Magister in Musik und Musikwissenschaft an der University of Oxford, wo er mit Bestnoten seines Jahrgangs abschloss. Nebenbei war Hogarth als Dirigent des Universitätsensembles für neue Musik Isis und als Gast der Oxford City Opera tätig. Während der Spielzeit 2008/09 war Hogarth als Repetitor und Dirigent am National Opera Studio in London engagiert, wo er mit Sir Richard Armstrong und David Syrus arbeitete. Zudem wurde Hogarth von Sir Mark Elder, Sir Colin Davis und Hugh Wolff unterrichtet. Später war er an der Oper Köln tätig, wo er u. a. Uraufführungen von Werken von Marius Felix Lange (Schneewittchen) und Ingried Hoffmann (Vom Fischer und seiner Frau) leitete. 
Ab 2011 arbeitete er als Korrepetitor an der Hamburgischen Staatsoper. 
Darüber hinaus führte ihn ein Engagement an die Hamburgische Staatsoper, wo er die viel gelobte erste Produktion in der Reihe Black Box, mit Musik von Aribert Reimann, dirigierte. 
Als Gast war Hogarth 2012 auf dem Schloss Berbuiguières in Südfrankreich bei einer Neuproduktion von Falstaff mit dem englischen Orchester I Maestri zu erleben. Er dirigierte 2008 am selben Ort auch Don Giovanni. Andere Engagements unternahm er mit dem Loh-Orchester Sondershausen, seinem eigenen Ensemble The Cambridge Bach Players (darunter Bachs Matthäuspassion und Johannespassion) und der Queens’ College Opera, mit der er 2008 die zweite Produktion seiner eigenen Oper David and Goliath dirigierte. Eine Szene dieses Stücks wurde im Februar 2012 als Teil eines Showcase-Abends für junge Komponisten am Royal Opera House in London aufgeführt. Samuel Hogarth ist außerdem als Jazzpianist aktiv und ist in solchen Spielstätten wie dem Vortex Jazz Club und der St Paul’s Cathedral aufgetreten.
Im Februar 2014 wurde Hogarths Kinderoper Zwerg Nase, ein Auftragswerk der Hamburgischen Staatsoper mit einem Libretto von Wolfgang Willaschek, dort aufgeführt. Er schrieb für den Film Ein mutiger Weg (A Mighty Heart) von Angelina Jolie (2007) zwei Kompositionen, die er für dessen Soundtrack auch spielte.
Seit der Spielzeit 2014/15 arbeitet Hogarth am Staatstheater Mainz als Kapellmeister.

## Tätigkeiten als Musikalischer Leiter und Dirigent
- Dirigent an der Oper Köln 2010–2011
- Musikalische Leitung an der Hamburgischen Staatsoper ab 2011
- Dirigent am Theater Nordhausen 2012
- Kapellmeister am Staatstheater Mainz seit 2014

## Werke
- David and Goliath mit einem Libretto von Guy Perry (UA an der New Chamber Opera, 22. Februar 2007)[3]
- Kinderoper Zwerg Nase mit einem Libretto von Wolfgang Willaschek (2014)